# Uddevalla
Uddevalla és l'aglomeració principal del municipi d'Uddevalla, a Suècia, al comtat de Västra Götaland, al centre de la província històrica de Bohuslän, la més occidental de les 25 províncies històriques de Suècia. Compta amb 30.513 habitants.
Fundada l'any 1498 amb el nom d'Oddevold pel rei danès Hans, la ciutat d'Uddevalla va esdevenir sueca l'any 1658 quan la província és cedida per Dinamarca a Suècia en el tractat de Roskilde i va tenir un auge al segle XVIII gràcies al seu port i a la pesca de l'areng.
El constructor d'automoció Volvo hi munta el Volvo C70. També hi va ser fundada la fàbrica de tèxtil i la marca Tiger of Sweden.

## Uddevallisme
De 1987 a 1993, la fàbrica de muntatge de Volvo ha conegut una experiència del taylorisme a la indústria d'automoció, anomenada uddevallisme per organització reflexiva del treball. La fàbrica, no obstant això, va tancar l'any 1993.

## Galeria

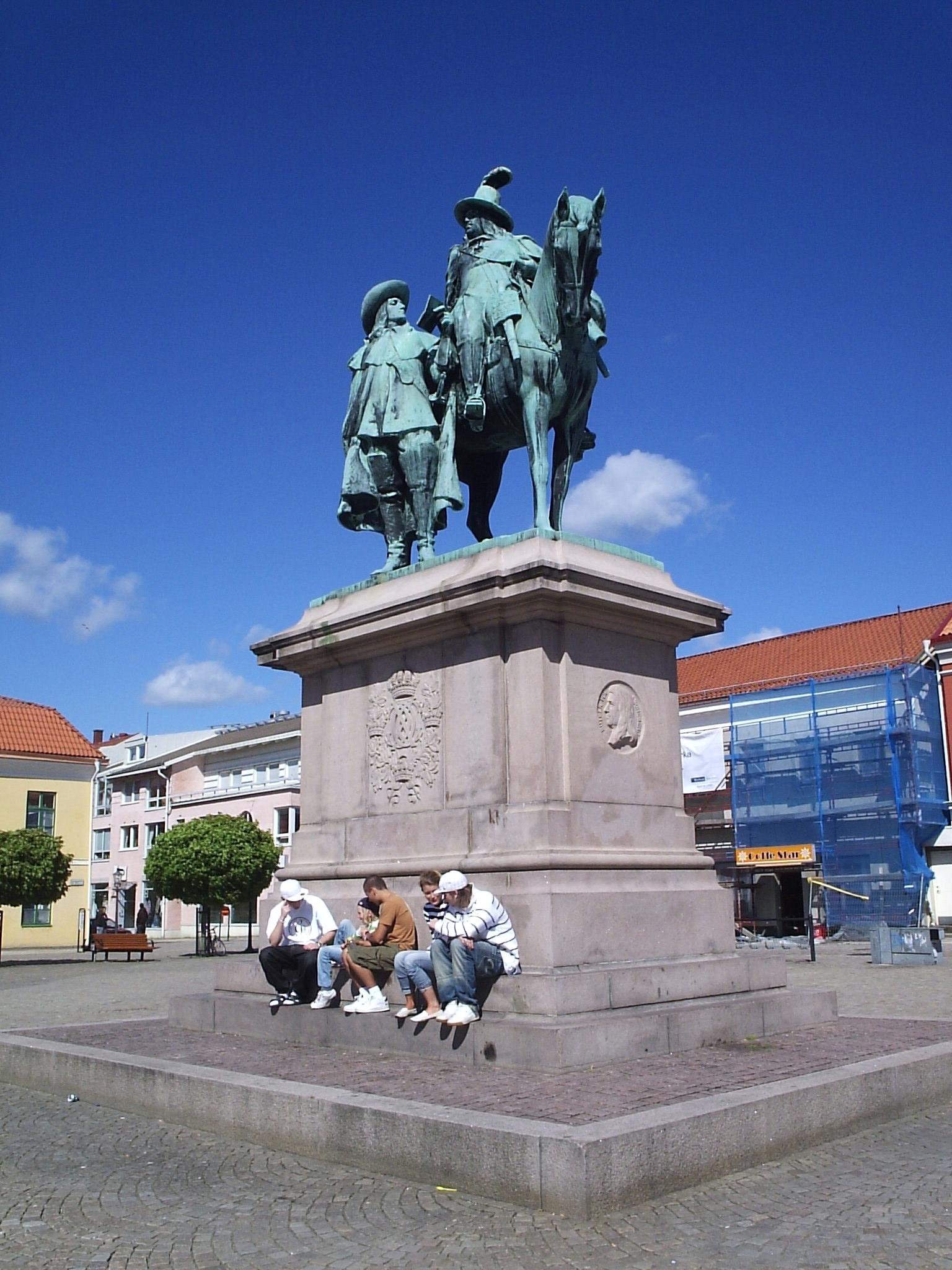
L'estàtua de Carles X Gustau de Suècia a la plaça del Rei (Kungstorget).
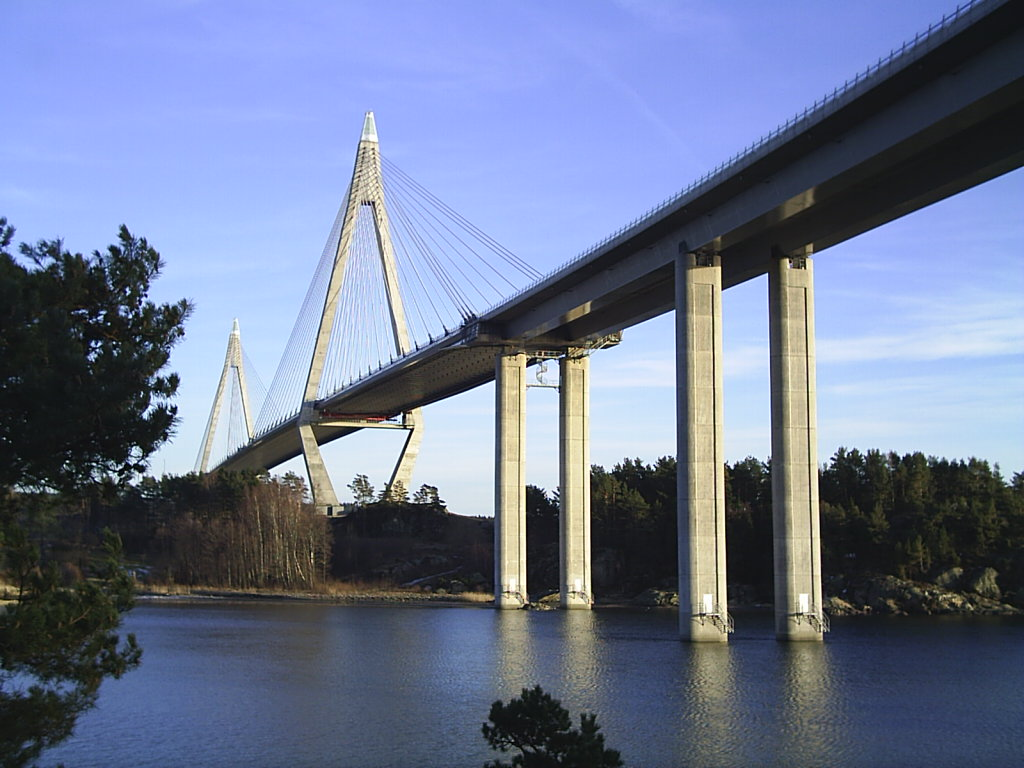
Uddevallabron (pont de Uddevalla)

## Personalitats relacionades
- Ture Malmgren (1851-1922), periodista i polític, propietari diari Bohusläningen